# Aproparia pselaphistis
Aproparia pselaphistis är en fjärilsart som beskrevs av Edward Meyrick 1910. Aproparia pselaphistis ingår i släktet Aproparia och familjen Lecithoceridae. Inga underarter finns listade i Catalogue of Life.